# Aire d'attraction de Romans-sur-Isère
L'aire d'attraction de Romans-sur-Isère est un zonage d'étude défini par l'Insee pour caractériser l’influence de la commune de Romans-sur-Isère sur les communes environnantes. Publiée en octobre 2020, elle se substitue à l'aire urbaine de Romans-sur-Isère, qui comportait 28 communes dans le zonage de 2010.

## Définition
L'aire d'attraction d'une ville est composée d’un pôle, défini à partir de critères de population et d’emploi ainsi que d’une couronne constituée des communes dont au moins 15 % des actifs travaillent dans le pôle. Le pôle d’attraction constitue ainsi un point de convergence des déplacements domicile-travail,.

## Géographie
L’aire d'attraction de Romans-sur-Isère est une aire inter-départementale qui comporte 30 communes : 29 situées dans la Drôme et 1 dans l'Isère (Saint-Lattier). 

### Carte

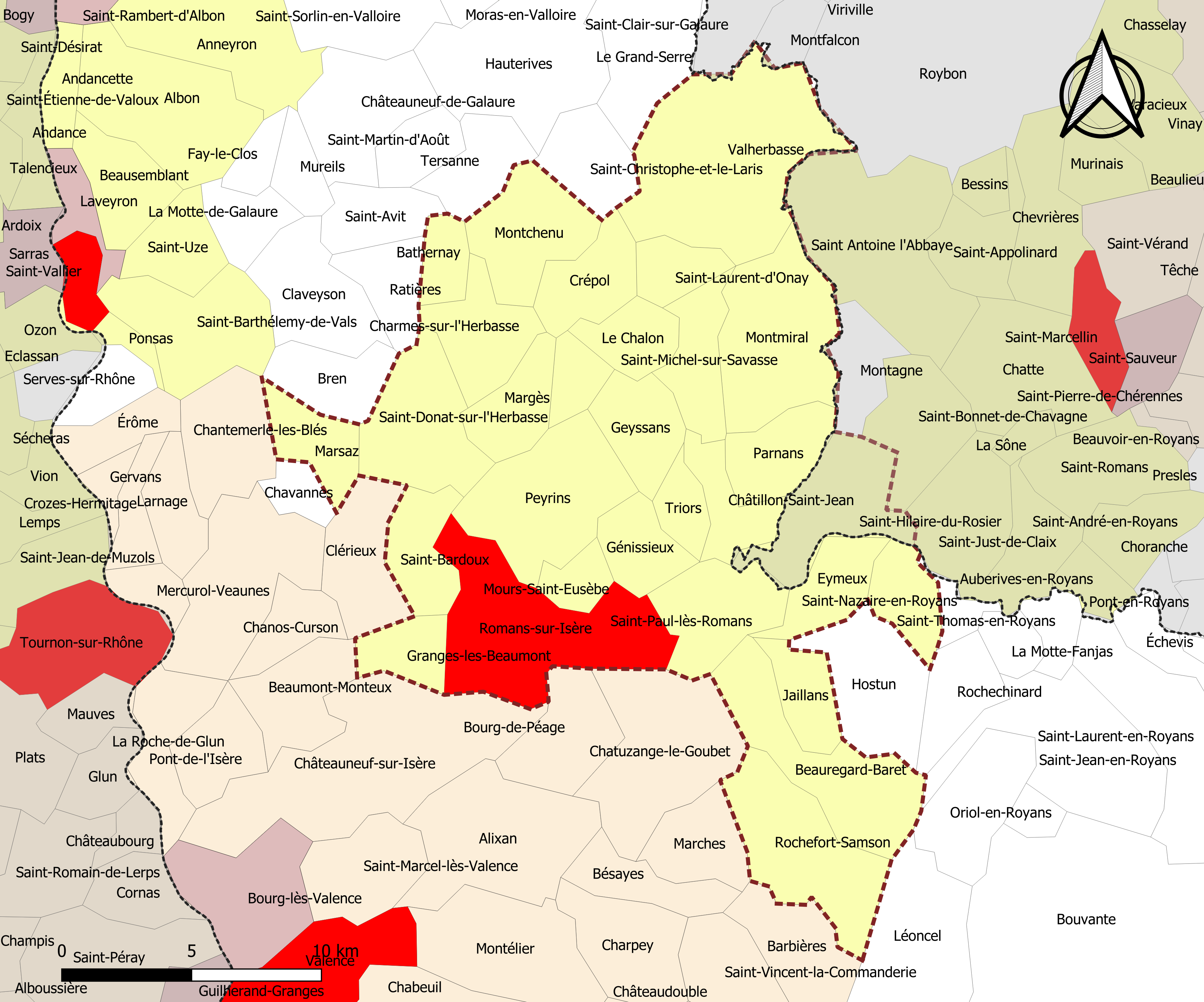
Carte de l'aire d'attraction de Romans-sur-Isère.
Commune-centre
Commune de la couronne

### Composition communale
| Nom                               | Code Insee | Département | Statut                 | Superficie (km2) | Population (dernière pop. légale) | Densité (hab./km2) | Modifier                                    |
| --------------------------------- | ---------- | ----------- | ---------------------- | ---------------- | --------------------------------- | ------------------ | ------------------------------------------- |
| Romans-sur-Isère (commune-centre) | 26281      | Drôme       | commune-centre         | 33,08            | 33 139 (2022)                     | 1 002              | modifier les données · modifier les données |
| Arthémonay                        | 26014      | Drôme       | commune de la couronne | 5,70             | 615 (2022)                        | 108                | modifier les données · modifier les données |
| Bathernay                         | 26028      | Drôme       | commune de la couronne | 5,71             | 223 (2022)                        | 39                 | modifier les données · modifier les données |
| La Baume-d'Hostun                 | 26034      | Drôme       | commune de la couronne | 8,46             | 594 (2022)                        | 70                 | modifier les données · modifier les données |
| Beauregard-Baret                  | 26039      | Drôme       | commune de la couronne | 23,44            | 902 (2022)                        | 38                 | modifier les données · modifier les données |
| Le Chalon                         | 26068      | Drôme       | commune de la couronne | 8,38             | 200 (2022)                        | 24                 | modifier les données · modifier les données |
| Charmes-sur-l'Herbasse            | 26077      | Drôme       | commune de la couronne | 12,84            | 823 (2022)                        | 64                 | modifier les données · modifier les données |
| Châtillon-Saint-Jean              | 26087      | Drôme       | commune de la couronne | 8,82             | 1 299 (2022)                      | 147                | modifier les données · modifier les données |
| Crépol                            | 26107      | Drôme       | commune de la couronne | 11,42            | 527 (2022)                        | 46                 | modifier les données · modifier les données |
| Eymeux                            | 26129      | Drôme       | commune de la couronne | 9,88             | 1 083 (2022)                      | 110                | modifier les données · modifier les données |
| Génissieux                        | 26139      | Drôme       | commune de la couronne | 8,93             | 2 422 (2022)                      | 271                | modifier les données · modifier les données |
| Geyssans                          | 26140      | Drôme       | commune de la couronne | 10,90            | 739 (2022)                        | 68                 | modifier les données · modifier les données |
| Margès                            | 26174      | Drôme       | commune de la couronne | 9,79             | 1 076 (2022)                      | 110                | modifier les données · modifier les données |
| Marsaz                            | 26177      | Drôme       | commune de la couronne | 8,95             | 690 (2022)                        | 77                 | modifier les données · modifier les données |
| Montchenu                         | 26194      | Drôme       | commune de la couronne | 16,15            | 600 (2022)                        | 37                 | modifier les données · modifier les données |
| Montmiral                         | 26207      | Drôme       | commune de la couronne | 26,69            | 659 (2022)                        | 25                 | modifier les données · modifier les données |
| Valherbasse                       | 26210      | Drôme       | commune de la couronne | 43,57            | 1 020 (2022)                      | 23                 | modifier les données · modifier les données |
| Mours-Saint-Eusèbe                | 26218      | Drôme       | commune de la couronne | 5,27             | 3 404 (2022)                      | 646                | modifier les données · modifier les données |
| Parnans                           | 26225      | Drôme       | commune de la couronne | 11,24            | 701 (2022)                        | 62                 | modifier les données · modifier les données |
| Peyrins                           | 26231      | Drôme       | commune de la couronne | 25,16            | 2 630 (2022)                      | 105                | modifier les données · modifier les données |
| Rochefort-Samson                  | 26273      | Drôme       | commune de la couronne | 24,59            | 1 061 (2022)                      | 43                 | modifier les données · modifier les données |
| Saint-Bardoux                     | 26294      | Drôme       | commune de la couronne | 10,63            | 599 (2022)                        | 56                 | modifier les données · modifier les données |
| Saint-Donat-sur-l'Herbasse        | 26301      | Drôme       | commune de la couronne | 19,52            | 4 224 (2022)                      | 216                | modifier les données · modifier les données |
| Saint-Laurent-d'Onay              | 26310      | Drôme       | commune de la couronne | 6,28             | 157 (2022)                        | 25                 | modifier les données · modifier les données |
| Saint-Michel-sur-Savasse          | 26319      | Drôme       | commune de la couronne | 11,11            | 567 (2022)                        | 51                 | modifier les données · modifier les données |
| Saint-Paul-lès-Romans             | 26323      | Drôme       | commune de la couronne | 15,77            | 1 927 (2022)                      | 122                | modifier les données · modifier les données |
| Triors                            | 26355      | Drôme       | commune de la couronne | 5,65             | 639 (2022)                        | 113                | modifier les données · modifier les données |
| Granges-les-Beaumont              | 26379      | Drôme       | commune de la couronne | 7,51             | 904 (2022)                        | 120                | modifier les données · modifier les données |
| Jaillans                          | 26381      | Drôme       | commune de la couronne | 9,04             | 976 (2022)                        | 108                | modifier les données · modifier les données |
| Saint-Lattier                     | 38410      | Isère       | commune de la couronne | 18,17            | 1 468 (2022)                      | 81                 | modifier les données · modifier les données |

## Démographie
Cette aire est catégorisée dans les aires de 50 000 à moins de 200 000 habitants, une catégorie qui regroupe 18,4 % de la population au niveau national,.